# Tan Lip Seng
Tan Lip Seng (geb. 26. Juli 1942 in Singapur) ist ein singapurischer Fotograf. Bekannt wurde er vor allem durch seine semi-abstrakten Montagen der 1960er und 1970er Jahre von Fotografien von Arbeitern und Arbeiterinnen mit Flächen aus starken Farben.

## Leben
Tan wurde am 26. Juli 1942 als Sohn eines Fruchthändlers geboren. 1954 begann er zu fotografieren, wurde Mitglied in der Photographic Society of Singapore und lernte dort das Fotografieren. Er beabsichtigte in der Folge auch, die Fotografie zum Beruf zu machen. Sein Vater widersprach dem jedoch, da er für Tan eine medizinische Karriere vorsah. 1964 ergriff Tan als Kompromiss daher den Beruf eines medizinischen Fotografen.
Er ist verheiratet mit Lai Cheng und hat zwei Kinder, Eng Kien und Eng Loy.

## Wirken
Während Tan in den 1950er und frühen 1960er Jahren noch mit Schwarzweißfotografie arbeitete, experimentierte er in den späten 1960er Jahren zunehmend mit der Farbfotografie und entwickelte dabei ein eigenes Verfahren. Zum Einsatz kamen dabei spezielle Filme wie Kodalith (ein Schwarzweißfilm, der starke Kontraste bis hin zu reinem Schwarzweiß erzeugte) und Diazochromfilm (ein jeweils nur einfarbiger Film, der in verschiedenen Farben erhältlich war) und den er durch Kodalithpositive belichtete. Die so angefertigten Dias montierte er in mehreren Schichten in einem Rahmen. Im Zuge dessen reduzierte er das Bild, entfernte Hintergründe und zahlreiche Details durch Maskierungen beim Belichten, färbte das Material mit Tonern, stellte Bildelemente frei und ersetzte die gewonnenen Flächen durch starke Farben wie Schwarz, Rot, Violett und Blau. Die grafischen bis abstrakten Resultate wurden zeitgenössisch nicht abgezogen, sondern kursierten als Dias und wurden projiziert betrachtet.
Sowohl seine Schwarzweiss- wie Farbfotografien thematisierten die Aufbauarbeiten des jungen Staats Singapur. Die Motive der Dias stellten Arbeiterinnen und Arbeiter wie z. B. Samsui-Frauen oder Bauarbeiter dar, mit nur wenigen verbliebenen sonstigen Bildelementen und durch die Farbflächen weitgehend ohne Kontext und räumliche Tiefe. Dabei basierten die Ausgangsfotografien nicht auf dokumentarischen Aufnahmen, sondern waren teils gestellt. Dieses Verständnis von „Wahrheit“ entstammte dem in Singapur seinerzeit noch fortwirkenden Piktorialismus, dem sich Tan ausdrücklich zugehörig definiert.
Ab 1979 wurde Tan regelmäßig international als Dozent für fotografische Workshops und Vorträge eingeladen und wandte sich im Zuge dessen der Reisefotografie zu.

## Rezeption
In den 1950er bis 1970er Jahren wurde Fotografie in Südostasien nicht wie in Europa und Amerika in einem künstlerischen Netzwerk aus Galerien und Museen kultiviert, sondern im Kontext fotografischer Gesellschaften, in denen Ausbildung und Rezeption stattfanden. Daher vernetzten sich singapurische Fotografen sowohl national wie international vorzugsweise mit fotografischen Gesellschaften.
Tan war seit den 1950er Jahren Mitglied in der einflussreichen Photographic Society of Singapore und stellte dort auch 1961 erstmals aus. Im Lauf der 1960er Jahre wurden seine Arbeiten auch international von großen fotografischen Gesellschaften ausgestellt und teils prämiert. Seit 1969 wurde er wiederholt durch die Photographic Society of America ausgezeichnet, 1970 erhielt Tan für seine Farbarbeiten die Fellowship der Royal Photographic Society und 1972 die Excellence FIAP der Fédération Internationale de l’Art Photographique. Insgesamt hat Tan an über 6000 Ausstellungen fotografischer Gesellschaften teilgenommen und dort über 1000 Auszeichnungen erhalten.
1985 wurde Tan mit der singapurischen Cultural Medallion ausgezeichnet. Mehrere seiner Werke wurden in die Sammlung der National Gallery Singapore aufgenommen, 2017 wurden dort Prints seiner Dias erstellt.